# Leng Makara
Leng Makara (sinh ngày 7 tháng 1 năm 1990) là một cầu thủ bóng đá người Campuchia thi đấu cho Nagaworld.

## Sự nghiệp quốc tế
Makara ra mắt quốc tế ở Vòng loại giải vô địch bóng đá thế giới 2018 khu vực châu Á (vòng 2) trước Syria vào ngày 24 tháng 3 năm 2016.

## Danh hiệu
Phnom Penh Crown
Vô địch
- Giải bóng đá vô địch quốc gia Campuchia: 2014, 2015